# Pasikonik zielony
Pasikonik zielony (Tettigonia viridissima) – gatunek owada prostoskrzydłego z rodziny pasikonikowatych (Tettigoniidae). Występuje w Europie, Azji i północnej Afryce. Szczególnie pospolity w Europie Środkowej.

## Morfologia
Imago o długości ciała do 40 mm i skrzydłach o rozpiętości do 90mm, wystających daleko za odwłok. Dymorfizm płciowy wyraźny, samice są nieco większe od samców i posiadają charakterystyczne pokładełko. Jaja szare, podłużne, długości około centymetra. Larwy bezskrzydłe, podobne do osobników dorosłych. Młodsze stadia zawsze zielone, imago mogą ponadto przybierać barwę żółtą lub żółto-zieloną. Czułki bardzo długie, często dłuższe od reszty ciała. Tylne odnóża skoczne, dobrze umięśnione. Pozostałe odnóża wyposażone w kolce służące do obrony i przytrzymywania ofiary. Żuwaczki ostre i bardzo silne, zdolne do przecięcia ludzkiej skóry.

## Biologia
Pospolicie występuje wśród wysokiej trawy. Drapieżnik, polujący na mniejsze owady i pajęczaki. Okazjonalnie uzupełnia dietę o liście i miękkie części roślin. Dobrze wspina się i skacze. Dorosłe osobniki sprawnie latają. Jaja składane są do ziemi za pomocą pokładełek.
W słoneczne, letnie dni samce przez całe popołudnie i nocą trą pierwszą parą sztywnych skrzydeł, na których znajdują się aparaty strydulacyjne, żeby zwabić do siebie samice.
W Polsce zimują jaja. Larwy wylęgają się wiosną. Osobniki dorosłe występują od lipca do października, owady te nie są przystosowane do hodowli w licznych grupach.
- Pasikonik jedzący motyla

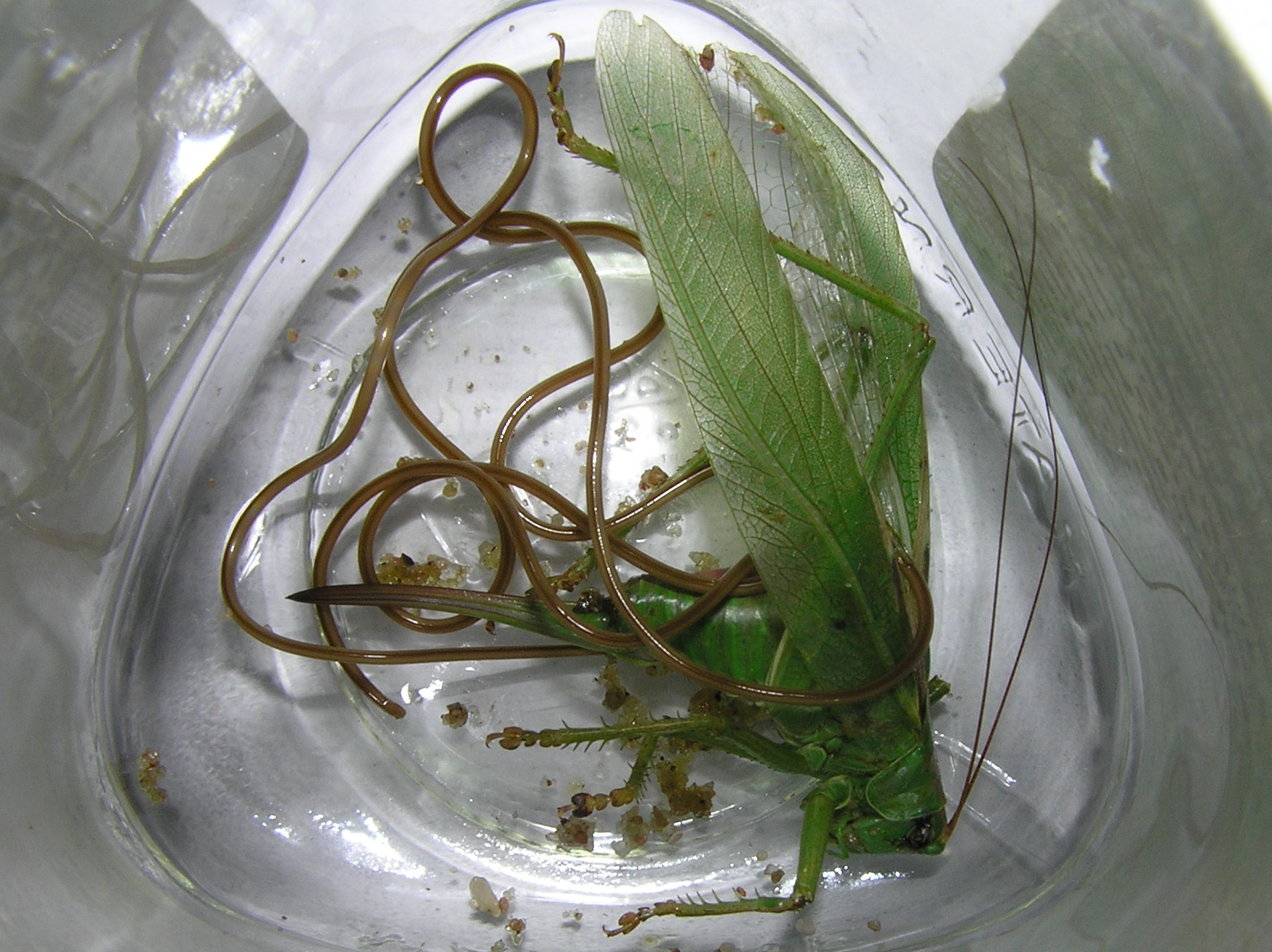
Częsty pasożyt pasikoników – nicień Mermis nigrescens obok owada, w którym się rozwijał i żerował.
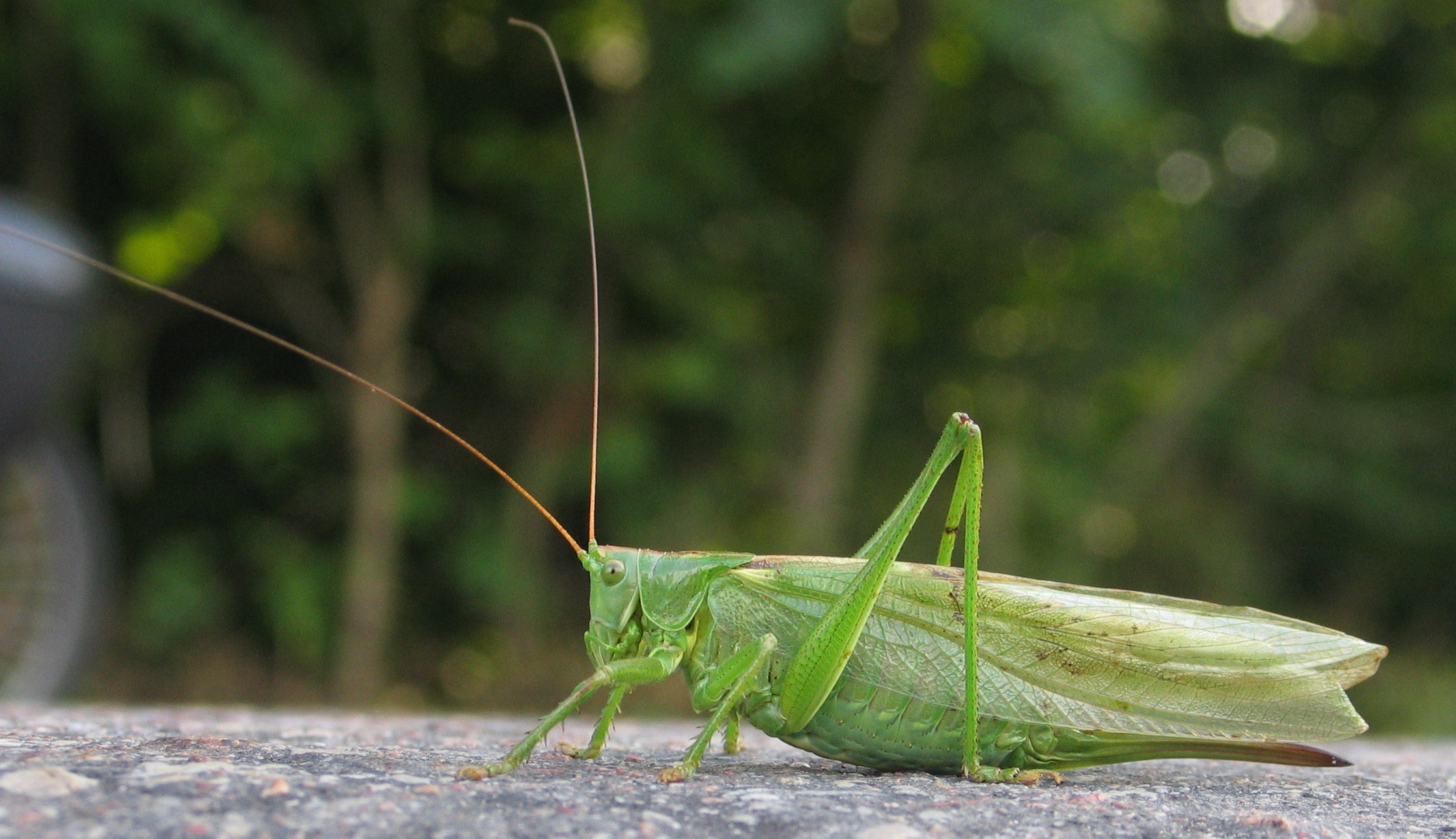
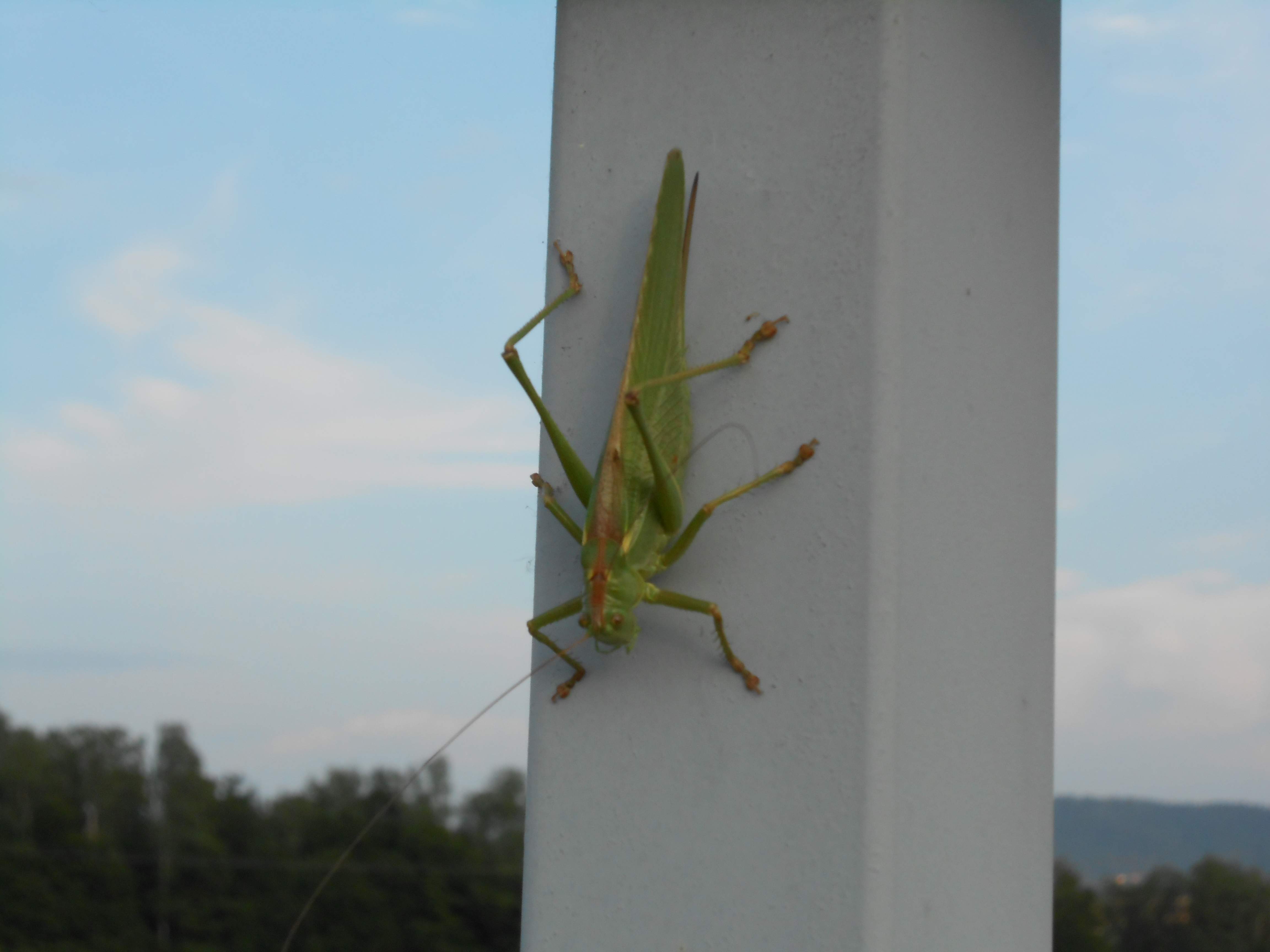
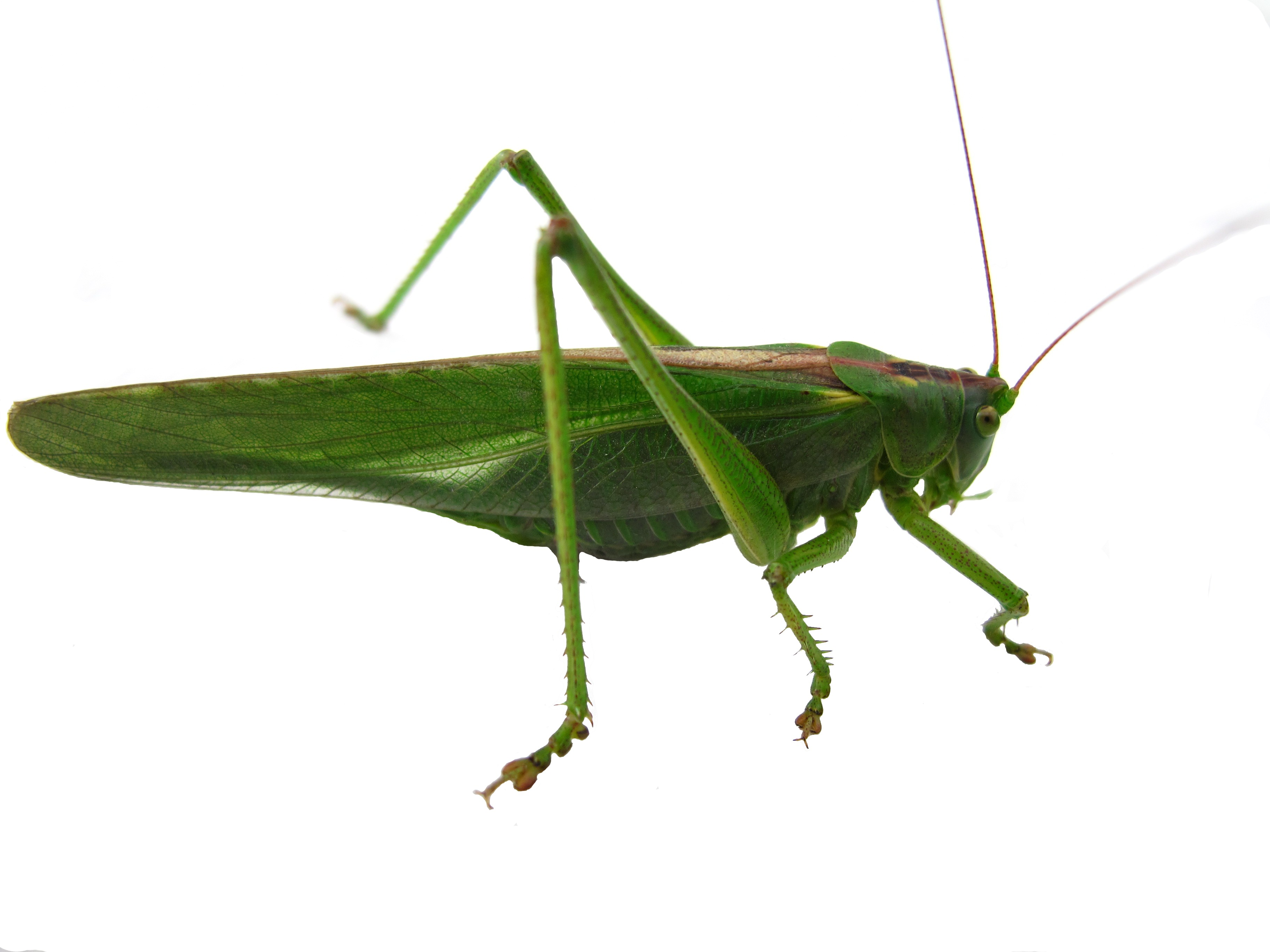